# Stand and Deliver
Stand and Deliver (Con ganas de triunfar) es una película estadounidense estrenada en 1988, dirigida por Ramón Menéndez y basada en la historia verdadera del profesor de matemática de bachillerato boliviano, Jaime Escalante. Edward James Olmos (quien era gran amigo del profesor) hace el papel de Escalante en la película y recibió una nominación como mejor actor en los Premios Oscar de 1988. La película fue añadida al Registro Nacional de Cine de la Biblioteca del Congreso en 2011.

## Argumento
Jaime Escalante (Olmos) se convierte en un profesor de matemática en la Escuela Preparatoria James A. Garfield en el Este de Los Ángeles.  La escuela está llena de estudiantes mexicanos de familias de clase trabajadora quienes están por abajo de su nivel de grado en términos de habilidades académicas y tienen muchos problemas sociales. Escalante busca cambiar la cultura escolar para ayudar a los estudiantes sobresalir en sus actividades académicas. Pronto se da cuenta el potencial desaprovechado de su clase y pone como objetivo que los estudiantes tomen el examen AP Calculus en su último año. Escalante instruye a su clase bajo la filosofía de "tener ganas". Los estudiantes empiezan a tomar clases de verano en matemática avanzada con Escalante, teniendo que soportar el cinismo de los otros profesores, quiénes sienten que los estudiantes no son suficientemente capaces. A medida que los estudiantes luchan contra las bajas expectativas que afrontan en sociedad, Escalante les ayuda a vencer esta adversidad y pasar los exámenes de Cálculo AP. Para su desaliento, el Educational Testing Service cuestiona el éxito de los estudiantes, insistiendo que hay demasiados errores semejantes y sugiere que los estudiantes hicieron trampa. Escalante defiende sus estudiantes, sintiendo que las alegaciones están basadas más en percepciones raciales y económicas. Meses después ofrece que los estudiantes retomen la prueba y todos tienen éxito pasando la prueba otra vez, a pesar de tener un solo día para prepararse, descartando todas las preocupaciones por trampas.

## Reparto
| - Edward James Olmos es Jaime Escalante. - Rosanna DeSoto es Fabiola Escalante. - Lou Diamond Phillips es Ángel Guzmán. - Will Gotay es Pancho García. - Ingrid Oliu es Guadalupe "Lupe" Escobar. - Vanessa Márquez es Ana Delgado. - Patrick Baca es Javier Perales. - Lydia Nicole es Rafaela Fuentes. - Karla Montana es Claudia Camejo. - Mark Elliot es Armando "Tito" Guitaro. - Daniel Villarreal es Chuco. | - Carmen Argenziano es Director Molina. - James Victor es el Sr. Delgado, padre de Ana - Yvette Cruise es la Sra. Camejo, madre de Claudia. - Betty Carvalho es la abuela de Ángel. - Andy García es Dr. Ramírez - Rif Hutton es Dr. Pearson - Michael Goldfinger es el Entrenador. - Estelle Harris es Secretaria. - Virginia Paris es Raquel Ortega. - Victor Garron es Jaime Escalante Jr. |

## Precisión histórica
La película es precisa en el sentido de que los alumnos de la clase de Escalante tuvieron que repetir el examen, y todos los que lo repitieron lo aprobaron.
La película da la impresión de que el incidente ocurrió en el segundo año en el que Escalante daba clases, después de que los estudiantes de su primer año tomaran una sesión de verano para los prerrequisitos de cálculo. De hecho, Escalante empezó a dar clases en el instituto Garfield en 1974 e impartió su primer curso de Cálculo AP en 1978 con un grupo de 14 alumnos, y fue en 1982 cuando el incidente del examen ocurrió. En el primer año (1978), sólo cinco estudiantes permanecieron en el curso hasta el final del año, y sólo dos de ellos aprobaron el examen de Cálculo AP. Reason afirmó: "A diferencia de los estudiantes de la película, los verdaderos estudiantes de Garfield requirieron años de sólida preparación antes de poder tomar cálculo...". Así que Escalante estableció un programa en el East Los Angeles College en donde los estudiantes podían tomar esas clases en sesiones intensivas de siete semanas en verano. Escalante y el director Henry Gradillas también fueron decisivos para conseguir que las escuelas de enlace ofrecieran álgebra en los grados octavo y noveno" En 1987, el 27% de todos los mexicano-americanos que obtuvieron una puntuación de 3 o más en el examen de Cálculo AP eran estudiantes de la escuela secundaria Garfield.
El propio Escalante describió la película como "90% verdad, 10% drama". Dijo que varios puntos fueron omitidos en la película. Señaló que a ningún alumno que no supiera las tablas de multiplicar o las fracciones se le enseñó cálculo en un solo año. Además, sufrió una inflamación de la vesícula biliar, no un ataque al corazón.
Diez de los estudiantes de 1982 firmaron permisos para que el College Board pudiera mostrar sus exámenes a Jay Mathews, el autor de "Escalante: El Mejor Profesor de América". Mathews descubrió que nueve de ellos habían cometido "idénticos errores tontos" en la pregunta 6 de respuesta libre. Mathews se enteró por dos de los estudiantes de que durante el examen se habían pasado un trozo de papel con esa solución errónea Doce estudiantes, incluidos los nueve con los errores idénticos, volvieron a hacer el examen, y la mayoría de ellos obtuvieron las puntuaciones más altas de 4 y 5. Mathews llegó a la conclusión de que nueve de los estudiantes hicieron trampas, pero conocían el material y no les hacía falta.
Mathews escribió en Los Angeles Times que el personaje de Ana Delgado "era el único personaje adolescente de la película basado en una persona real" y que su nombre había sido cambiado.